# Fönsterlav
Fönsterlav (Cladonia stellaris) är en lav som hör till den grupp inom släktet bägarlavar som brukar kallas för renlavar (tidigare Cladina). Den växer ofta tillsammans med två andra renlavar, gulvit renlav (Cladonia arbuscula) och grå renlav (Cladonia rangiferina), på hällmarker och sandig skogsmark. Fönsterlav liknar även arten pigglav (Cladonia uncialis) men pigglaven har betydlligt färre förgreningar. Fönsterlaven skiljer sig från de andra arterna genom att den är allsidigt förgrenad, medan de andra två arternas grenar är riktade åt ett håll. Fönsterlaven får därigenom ett kuddlikt utseende.

## Användning

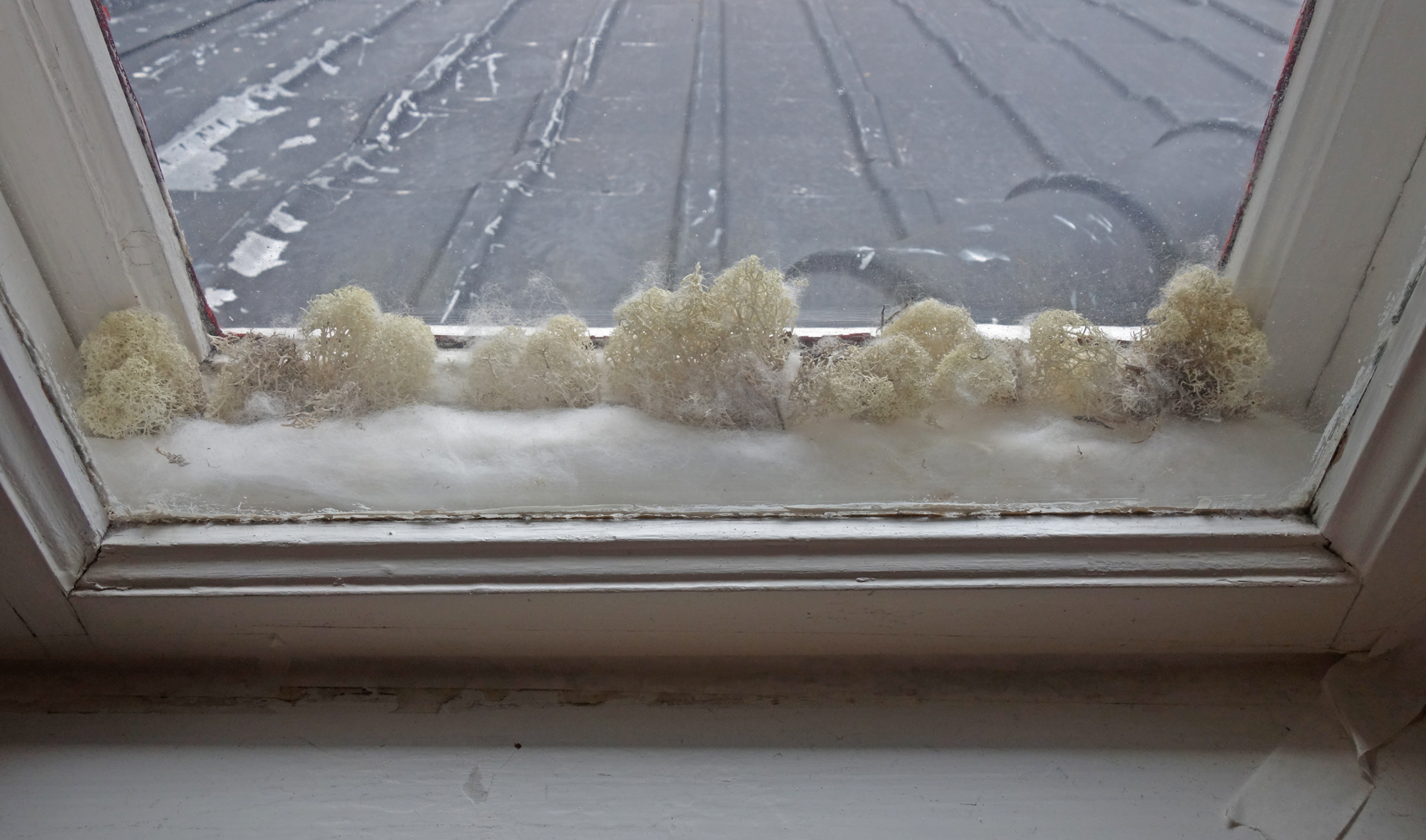
Fönsterlav tillsammans med fönstervadd i utrymmet mellan ytterfönster och löstagbara innanfönster.

Laven har fått sitt namn av att den förr sattes i utrymmet mellan ytter- och innanfönster för att samla upp fukt. Idag är det vanligt att fönsterlav används som dekoration i julgrupper och begravningskransar. Den saluförs ofta under handelsnamnet vitmossa. Taxonomiskt är vitmossa dock namnet på ett släkte av bladmossor, Sphagnum.
Renlavar har betydelse som renföda. Renar föredrar visserligen grå och gulvit renlav framför fönsterlav, men fönsterlaven spelar ändå en viktig roll som vinterföda.
Lavar växer långsamt och kan påverkas negativt av insamling. Därför ingår det inte i den svenska allemansrätten att plocka lavar eller mossor i stora mängder till försäljning. Fönsterlaven är dock inte fridlyst. I den finländska strafflagen är mossor och lavar explicit undantagna från allemansrätten.